# مترولوژی

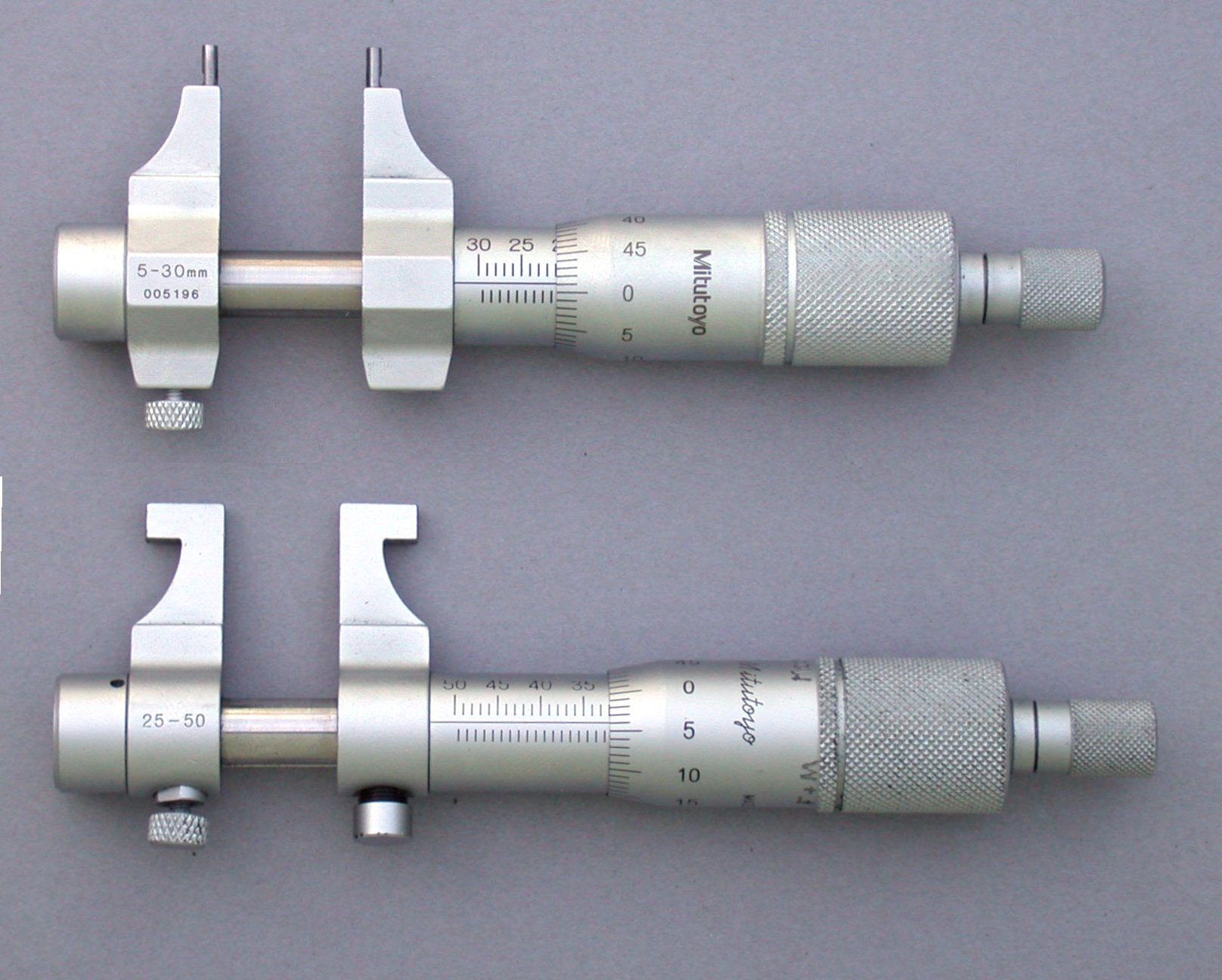
وسیله‌ی اندازه‌گیری میکرومتر داخل سنج

اندازه‌شناسی (به انگلیسی: Metrology) مطالعه علمی اندازه‌گیری است و کاربردش. اندازه‌شناسی فهمی مشترک از یکاها ایجاد می‌کند که در پیوند دادن فعالیت‌های انسانی بسیار مهم است. اندازه‌شناسی تمام جنبه‌های نظری و عملی اندازه‌گیری را با هر عدم قطعیت اندازه‌گیری و هر دامنه کاربرد شامل می‌شود.